# Eden (New South Wales)
Eden ist eine Küstenstadt in der Südküstenregion von New South Wales in Australien. Die Stadt liegt 478 Kilometer südlich von Sydney, der Hauptstadt des Bundesstaats. Eden ist die südlichste Stadt in New South Wales und liegt zwischen der Nullica Bucht im Süden und der Calle Calle Bucht am nördlichen Ende von Twofold Bay, die 35 Kilometer südlich von Eden entfernt ist. Die Stadt liegt in einer hügeligen Gegend am dritttiefsten natürlichen Hafen in der südlichen Hemisphäre. Im Westen grenzt sie an Snug Cove und hatte beim Zensus von 2021 insgesamt 3227 Einwohner.
Die östliche Küstenlinie hat schroffe Klippen in Richtung Süden und nördlich von diesen befindet sich Aslings Beach, ein weitläufiger, sandiger Surfstrand. Der Strand endet am Eingang zum Lake Curalo, einem sicheren Bootseinlass in Twofold Bay. Obwohl die bauliche Besiedlung von Eden 1843 begann, galt die Stadt bis zum 20. März 1885 nicht offiziell als Stadt. Die wirtschaftlich wichtigsten Sektoren der Stadt sind die Fisch-, Forst- und Tourismusindustrie.

## Geschichte

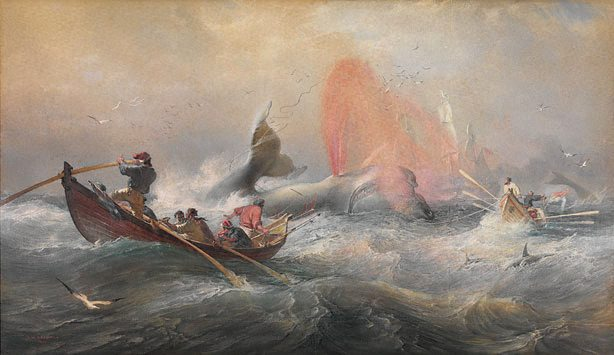
Walfang in der Twofold Bay, Gemälde von Oswald Brierly (1867)

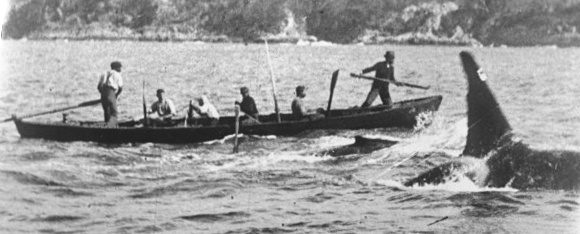
Bild der Jagdgemeinschaft von Orcas und Walfängern in der Twofold Bay

Die lokalen Aborigines, die vor der Ankunft der Europäer in der Region lebten, waren Thaua, oder auch Thawa, vom Stamm der Yuin.
1791 begann der Walfang mit Booten in der Region. Der Forschungsreisende George Bass nahm in der Twofold Bucht auf der Rückfahrt einer Reise zum Vandiemensland, dem heutigen Tasmanien, im Februar 1798 Zuflucht, nachdem er diese bereits auf seiner Hinreise in Richtung Süden im Dezember des Vorjahres bemerkt hatte. Später, im September des Jahres des Besuchs von George Bass, kehrte er mit Matthew Flinders zurück und sie untersuchten die Bucht erstmals ausgiebig. Außerdem kam es bei dieser Gelegenheit zu einem ersten Kontakt mit den lokalen Thawa.
Der australische Biologe Allan Cunningham landete im Dezember 1817 in der Snug Bucht, um in der Umgebung botanische Proben zu sammeln.
1828 legte John Raine die heute sogenannte Davidson Whaling Station zum Walfang an der Küste an. Es war die erste Walölkocherei in Australien überhaupt und die lokalen Aborigines verdingten sich in der Walfangindustrie. Sechs Jahre später bauten die Imlay Brüder Alexander, George und Peter eine weitere Walfangstation an der Snug Cove. In der Nähe errichteten sie eine kleine Hütte, das erste bekannte Gebäude von Eden. Die Hütte wurde 1842 von Sir Oswald Brierly und 1843 von Owen Stanley dem Kapitän der HMS Rattlesnake gezeichnet. Um 1860 begann Alexander Davidson eine Partnerschaft mit der Solomonfamilie von Eden-Monaro.
Ursprünglich wurden die weit verbreiteten Orcas als Ärgernis der Partnerschaft gesehen, allerdings weigerten sich die zu den Yuin gehörenden angestellten Bootsbesatzungen die Tiere zu töten, weil sie anzeigten, wenn Buckelwale in die Bucht kamen. Daraus entstand eine Jagdgemeinschaft zwischen den Walfängern und den Killerwalen: Die Wale hielten die Buckelwale, die in Twofold Bay geschwommen waren in Schach, worauf letztere einfacher harpuniert werden konnten. Zur Belohnung erhielten die Orcas Teile der Kadaver der erlegten Buckelwale. Die Viehzüchter aus dem Monarodistrict im Inland von Twofold Bay suchten in der ersten Hälfte des 19. Jahrhunderts nach einem besseren Weg ihr Vieh nach Hobart zu transportieren. Daher wurde beschlossen die zur Viehzucht benötigten Gebäude und eine begleitende Siedlung an einer geeigneten Seite der Twofold Bay zu errichten. Aus diesem Grund beauftragte die Heimatregierung 1834 den Kapitän der HMS Alligator nach einem solchen Ort Ausschau zu halten. Anfang 1835 besuchte der damalige Gouverneur von New South Wales, Richard Bourke, an Bord der HMS Hyacinth Twofold Bay und den für die Siedlung vorgeschlagenen Ort.
Letztendlich wurde das Gebiet für den beabsichtigten Stadtbau 1842 vom staatlichen Landvermesser Thomas Townsend vermessen. Die Hauptstraße wurde nach den oben genannten Imlay-Brüdern benannt, weitere Straßen erhielten ihre Namen nach Matthew Flinders, George Bass, Königin Victoria und ihrem Ehemann Prinz Albert von Sachsen-Coburg und Gotha. In der Cattle Bay genannten Bucht am westlichen Rand von Eden wurde ein Kai gebaut, wo das Vieh weidete, bevor es auf die Schiffe geladen wurde. Bis 1853 weidete das Vieh außerdem auf dem Lookout Point, bis dieses Land für den Wohnungsbau geteilt wurde.
Ihren Namen erhielt die Stadt nach George Eden, dem 1. Earl of Auckland und britischen Minister für die Kolonien, dessen Familienname Eden lautete. Nachdem die Stadtplanung abgeschlossen war, wurden die ersten Gebäude am 9. März 1843 versteigert und das Land an Thomas Aspinall, Benjamin Boyd, S. Clinton, Lewes Gordon, W. Hirst, James Kirwan, J. P. Robinson und T. A. Townsend verkauft.
Der erste Postmeister wurde 1843 ernannt, es dauerte jedoch noch bis 1847, bis das erste Postamt eröffnet wurde. Das Zollhaus wurde 1848 gebaut, zwei Jahre nachdem der erste Zöllner ernannt wurde. Dieser befand sich während der Bauphase des Zollhauses allerdings noch in East Boyd.
Eden wuchs in den 1850er Jahren aufgrund des Niedergangs des nahegelegenen Boydtown und dem Fund von Gold in Kiandra, was in den Jahren 1859 und 1860 zu einem Goldrausch führte. Für wenige Monate kamen hunderte Goldsucher nach Eden, füllten ihre Vorräte auf und zogen weiter nach Kiandra. Sobald im Winter der erste Schneefall in Kiandra begann, folgte der Abzug derselben Leute, die daran interessiert waren, das Gebiet so schnell wie möglich wieder zu verlassen. Für einen kleinen Zeitraum florierte Eden, nur um kurze Zeit später wieder zu seiner eigentlichen Ruhe zurückzukehren.
In den 1850er Jahren gab es in Eden vier Hotels, von denen eines, das Crown and Anchor, das 1845 lizenziert wurde, immer noch steht. Es ist mittlerweile nicht mehr zugelassen, bietet Reisenden allerdings weiterhin Unterkunft. Südlich von diesem Gebäude befindet sich ein anderes, welches 1850 als Geschäftsraum errichtet wurde. Über die Jahre befanden sich diverse Unternehmen in selbigem, mittlerweile wird es jedoch für private Wohnungen genutzt. Die erste staatliche Schule nahm 1857 ihren Betrieb auf, die Schule an der St. Joseph’s römisch-katholischen Kirche folgte 1888. Außerdem gab es zahllose private Lehrer in Eden.
Das Verschiffen von Vieh von Eden hörte in den späten 1890er Jahren auf, nachdem das Geschäft vorher auf das Verschiffen von Vieh nach South Australia, Queensland und Neuseeland ausgeweitet worden war.
Der Walfang ging in den 1920er Jahren zurück und endete 1930.

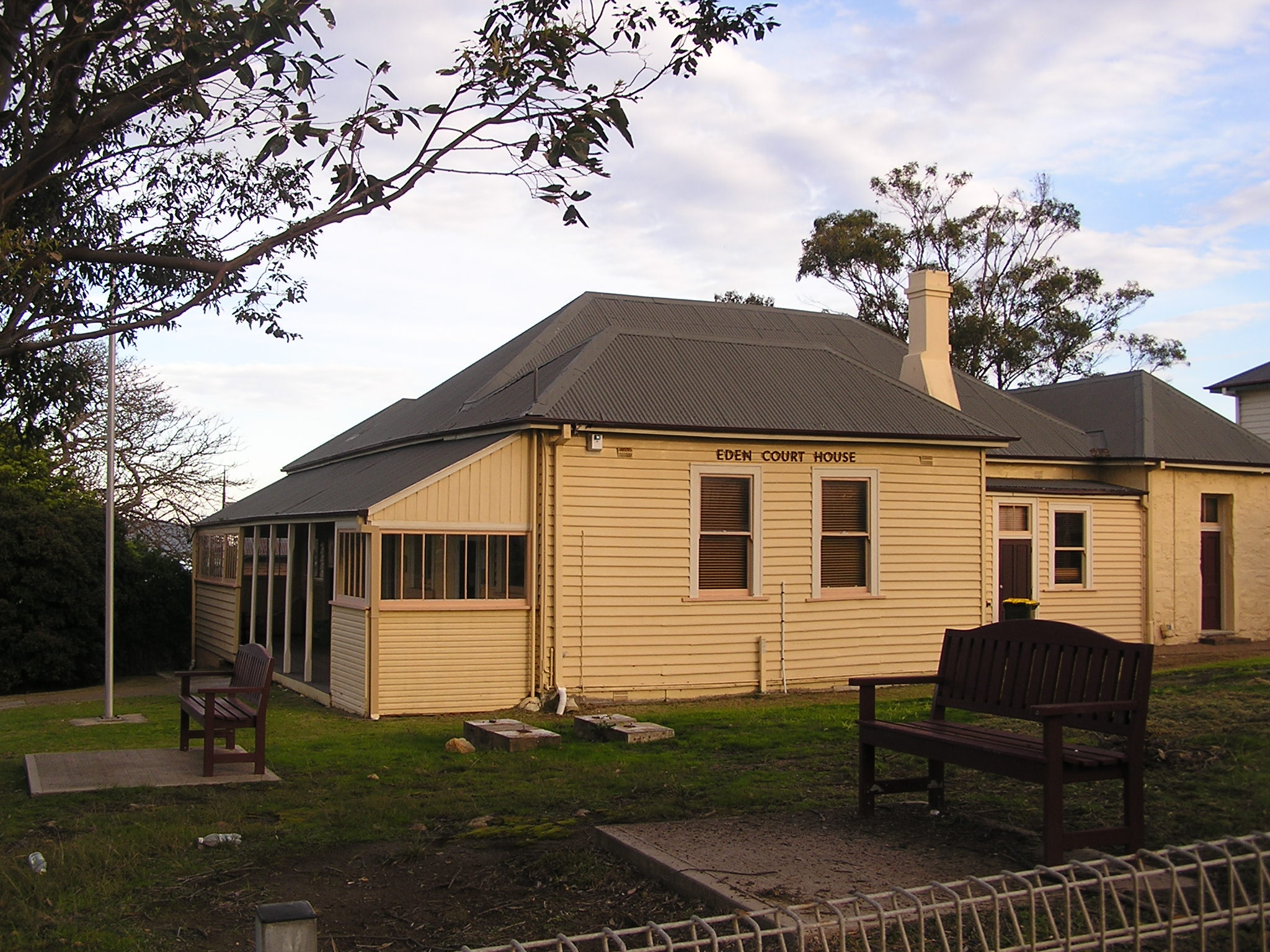
Das Gerichtsgebäude, das 1858 unter dem Kolonialen Architekten Alexander Dawson errichtet wurde

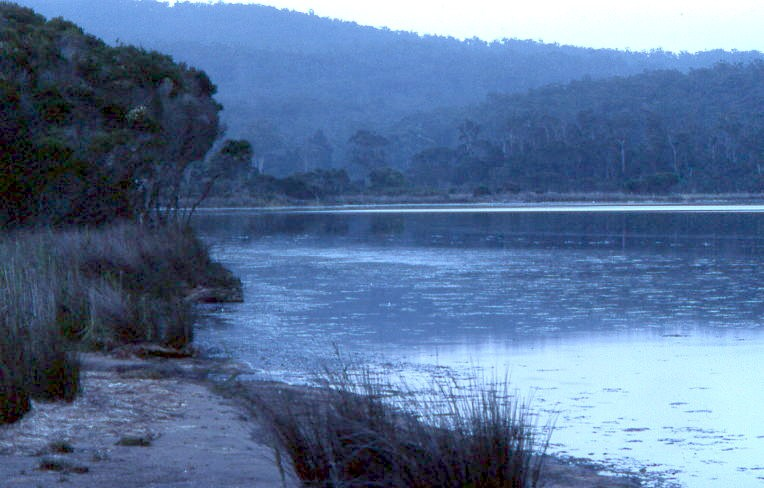
Lake Curaldo bei Dämmerung

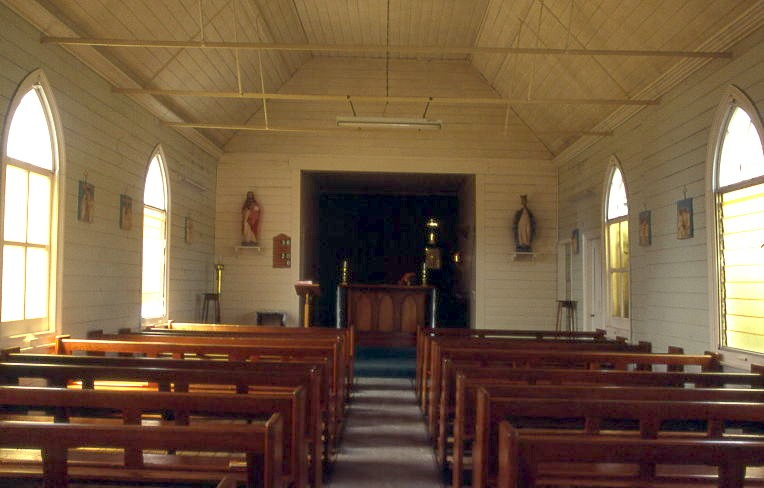
Innenansicht der katholischen Kirche

## Einwohner
Nach dem Zensus von 2016 lebten 3151 Menschen in Eden. Davon machten Aborigines und Torres-Strait-Insulaner 7,2 % der Bevölkerung aus. 79,1 % der Einwohner wurden in Australien geboren und 88,0 % sprachen zuhause nur englisch. Mit einem Anteil von 31,6 % ist die größte Bevölkerungsgruppe religionslos, bei weiteren 24,9 % handelt es sich um Anglikaner und 18,9 % bekennen sich zur katholischen Religion.

## Verwaltung
Von Beginn an befindet sich Eden im County of Auckland, das nach dem Earl of Auckland benannt ist und dessen Namen auch die Stadt selbst trägt. Allerdings befand sich Eden während eines langen Zeitraums nicht in den Grenzen der Kolonie von New South Wales.
Die Stadt liegt innerhalb des Bega Valley Shires. Außerdem liegt sie im Wahlkreis Eden-Monaro, der lange Zeit einen aufgrund der ähnlicher Chancen der großen Parteien einen wichtigen Sitz stellt, was zu einem signifikanten Fokus der Medien und der politischen Parteien während Wahlkämpfen führte. In der New South Wales Legislative Assembly wird Eden vom Wahlkreis Bega repräsentiert.

## Industrie
Von Mitte der 1850er Jahre bis in die Mitte der 1920er Jahre waren in Eden Pferderennen populär. Die Rennstrecke befand sich dabei am nördlichen Ufer des Sees Curalo.
In der Mitte der 2000er Jahre gab es eine Vielzahl an Firmen in Eden. Die meisten von ihnen hängen mit dem Tourismus zusammen und so gibt es viele Unterkünfte, Bistros und Restaurants sowie Unternehmen zur allgemeinen Unterhaltung, insbesondere Fischen und Segeln. Außerdem werden Fahrten vom Pier in der Snug Cove fahrten nach Twofold Bay und zur Walbeobachtung angeboten.
Der Tourismus trägt jährlich 180 Millionen australische Dollar zur Wirtschaft der Grafschaft bei, zu der auch Bega und viele weitere Städte gehören. Jährlich besuchen etwa 550.000 Menschen die Region. Viele Leute besuchen Eden dabei zur Walbeobachtung, wenn die Wale zwischen Juni und Juli von antarktischen in tropische Gewässer und später im Jahr wieder zurück wandern.
Außerdem gibt es eine größere Fischfangflotte im Hafen an der Snug Cove und zwischen 1949 und 1999 gab es eine Fabrik zum Abfüllen von Thunfisch in Dosen. Deren Schließung führte zum Verlust vieler Arbeitsplätze. Auch das Zersägen von Holz spielt seit langer Zeit eine wichtige Rolle für die lokale Wirtschaft. Für über hundert Jahre war auch die Sammlung und der Export von Acaciarinde wirtschaftlich wichtig.
Auch der Walfang spielte in der Wirtschaft der Stadt für über hundert Jahre eine wichtige Rolle, bis er in den 1920er Jahren zurückging und in den späten 1930er Jahren endete. Eden’s Killer Whale Museum informiert die Besucher über die Geschichte des Walfangs in der Region sowie die Rolle der Orcas (Killerwale), die von Old Tom angeführt wurden um andere Wale in den Hafen zu treiben, damit diese von den örtlichen Walfängern erlegt werden konnten. Die Walfänger belohnten die Orcas, indem sie ihnen erlaubten, die Lippen und Zungen der toten Wale zu fressen.

## Der Hafen
Der Hafen von Eden ist einer von zwei regionalen Häfen in New South Wales, die von der New South Wales Maritime Authority verwaltet werden. Der andere ist Yamba an der Nordküste. Der Hafen ist der größte Fischereihafen in New South Wales und das Hauptexportprodukt sind Holzschnitzel. Auch das Department of Defence nutzt den Hafen und betreibt eine große Werft zur Instandhaltung von Kriegsschiffen. Außerdem legen auch Kreuzfahrtschiffe im Hafen an.
Von den 1850er bis in die 1950er Jahre wurde der Hafen von der Illawarra Steam Navigation Company betrieben.

## Bekannte Personen
- Adelaide Boddam-Whetham (1860–1954), britische Bogenschützin
- Peter Kelly, Rugby League Spieler
- Corey Stewart, Rugby League Spieler
- Brett Kelly, Rugby League Spieler
- Mary Braidwood Mowle, Tagebuchschreiber

## Sehenswürdigkeiten
- Old Tom – Der Anführer eines Rudels Orcas, die den Walfängern gegen Kadaverteile geholfen haben, in dem sie Bartenwale im Hafen gefangen hielten. Sein Skelett wird in Edens Killerwalmuseum ausgestellt und ist das einzige komplette Orcaskelett, das in der südlichen Hemisphere besichtigt werden kann.
- Das lokale Australian Footballteam ist der Eden Whalers FC.

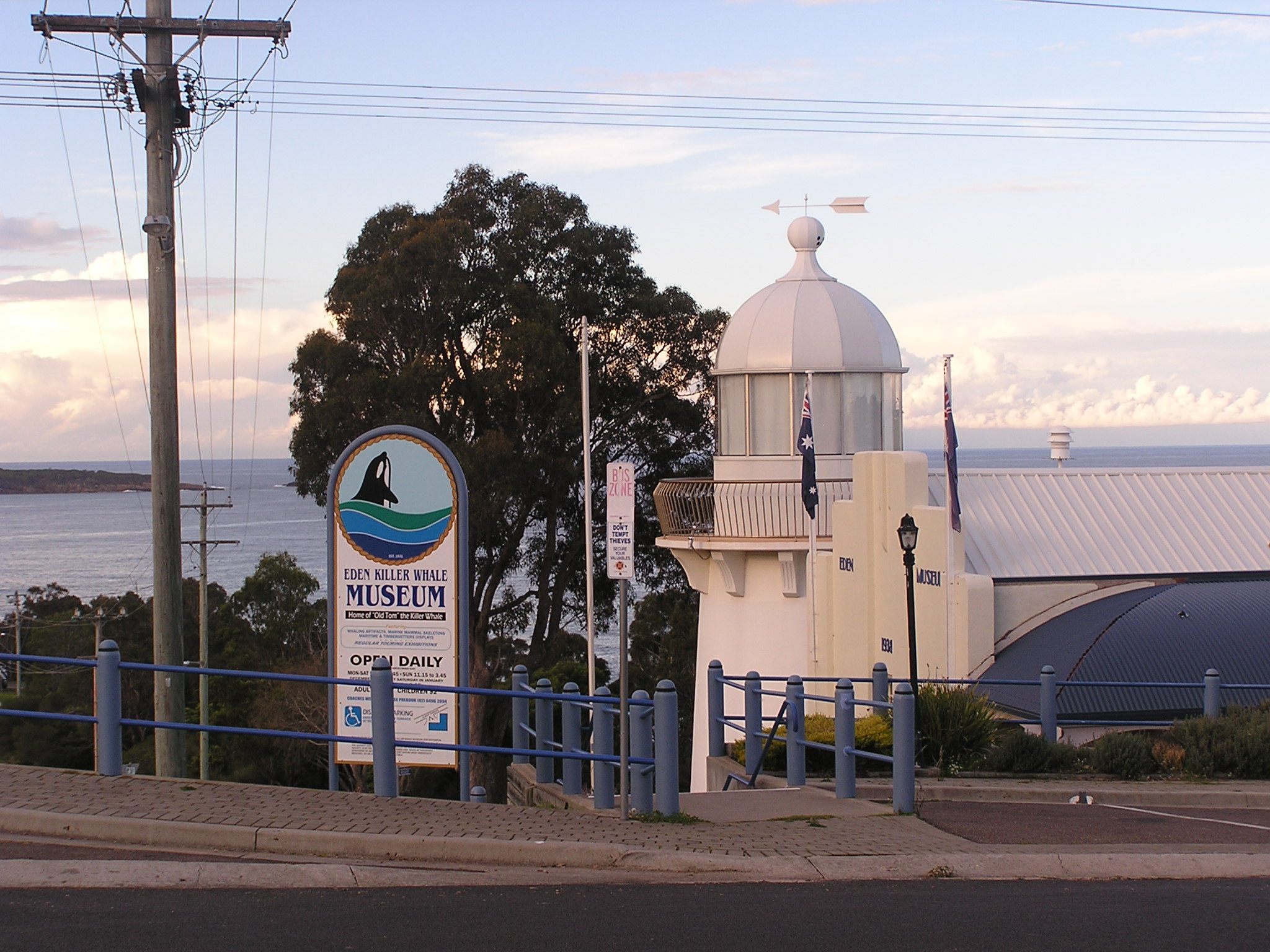
Killerwalmuseum
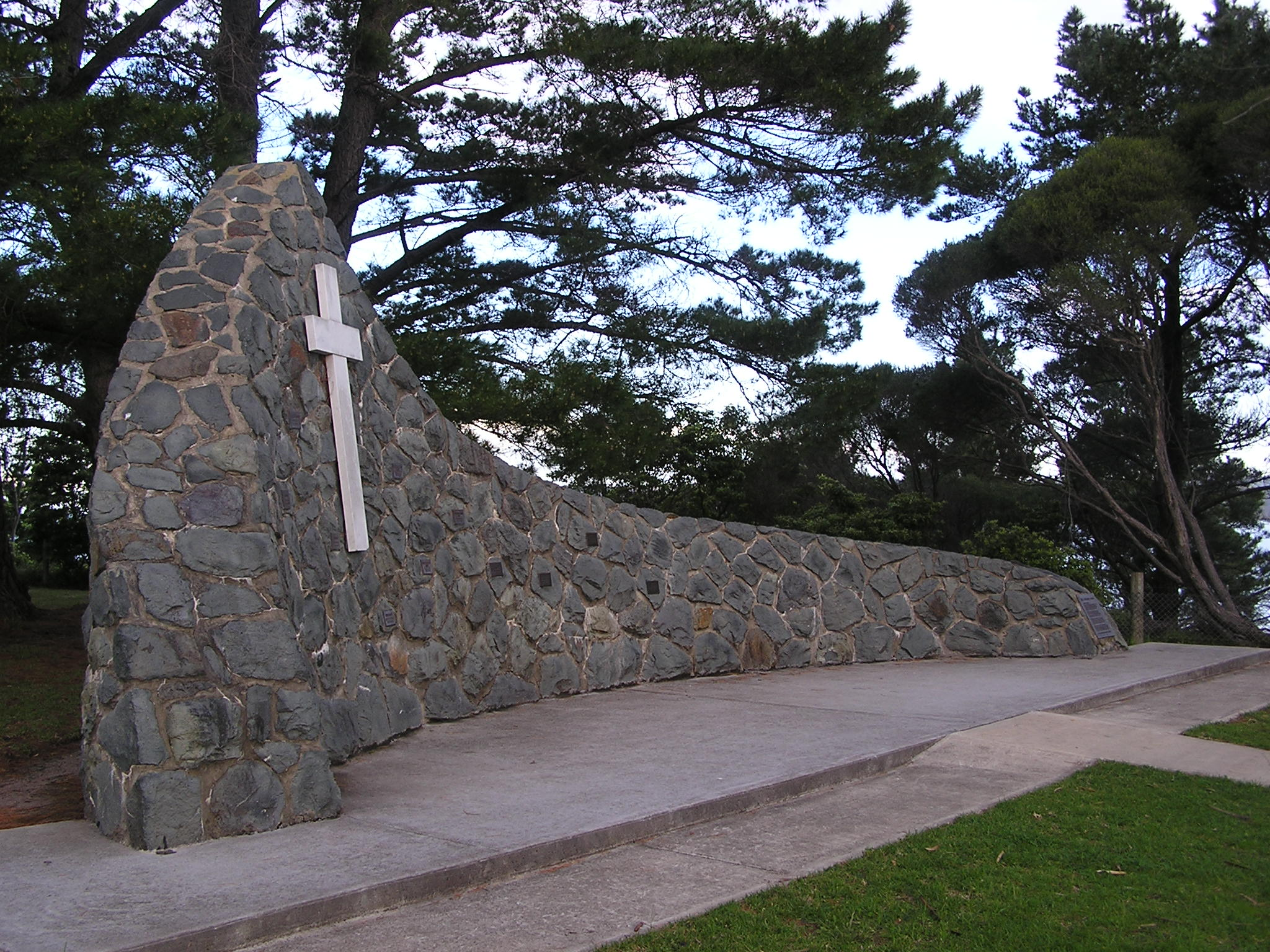
Gedenkstätte an alle Seemänner aus Eden, die auf See verschollen gingen. Es wurde nach dem Verlust des Fischtrawlers Shiralee 1978 errichtet.
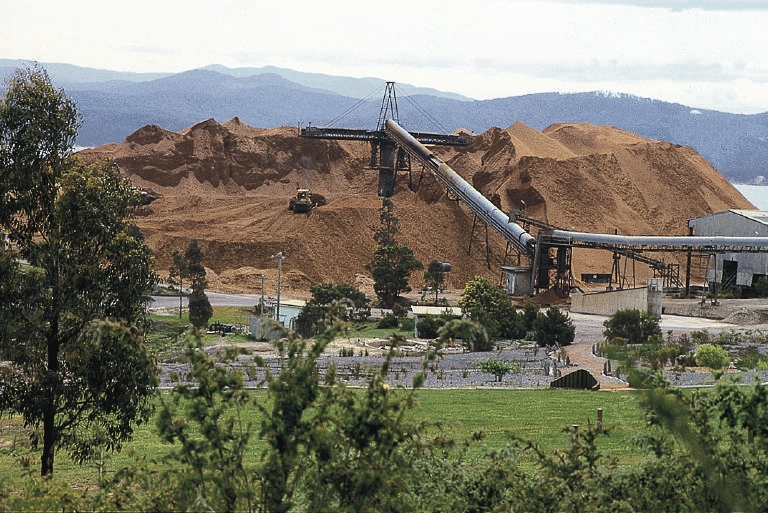
Holzschnitzel warten auf den Export nach Japan
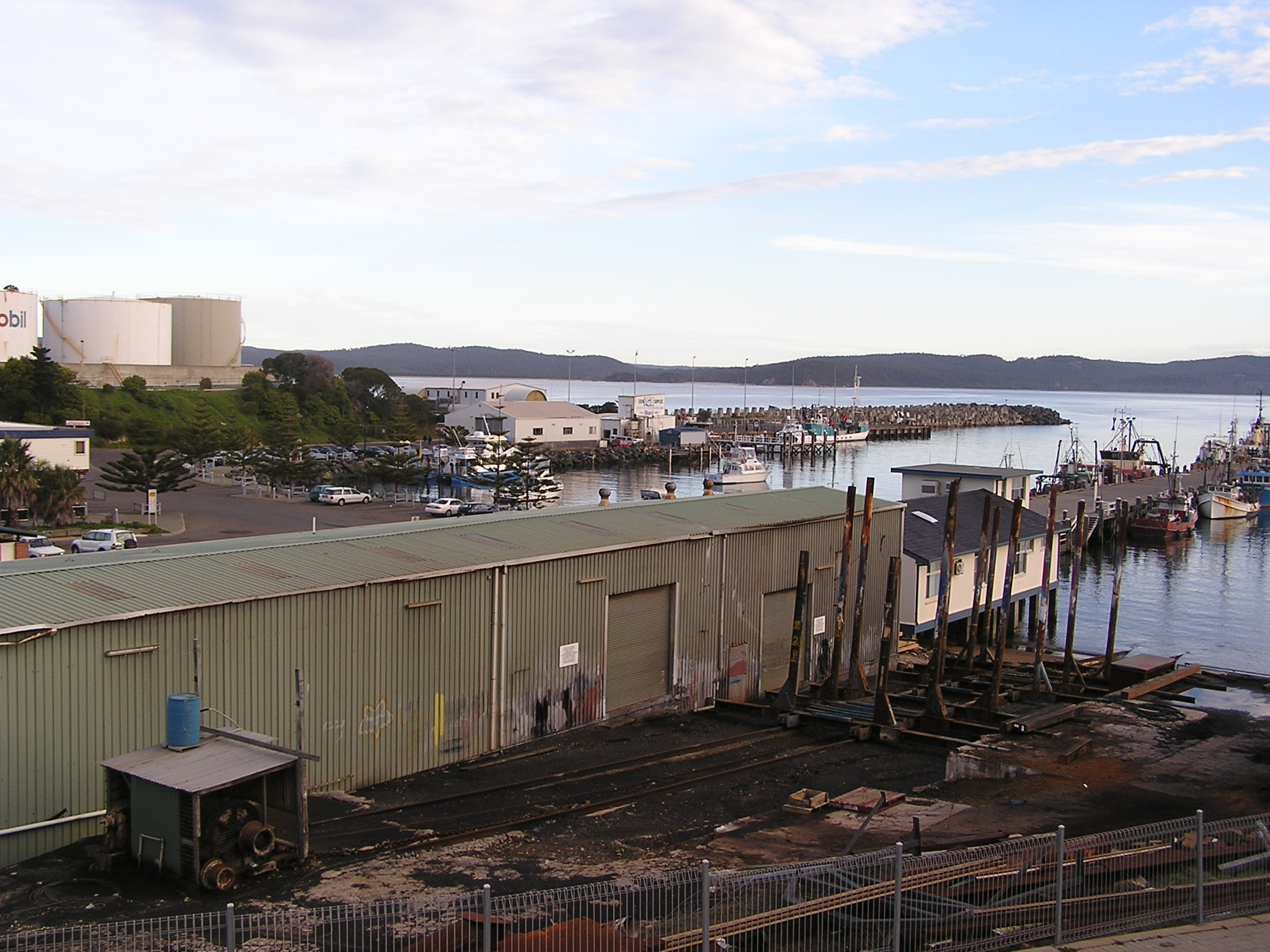
Der Hafen von Eden
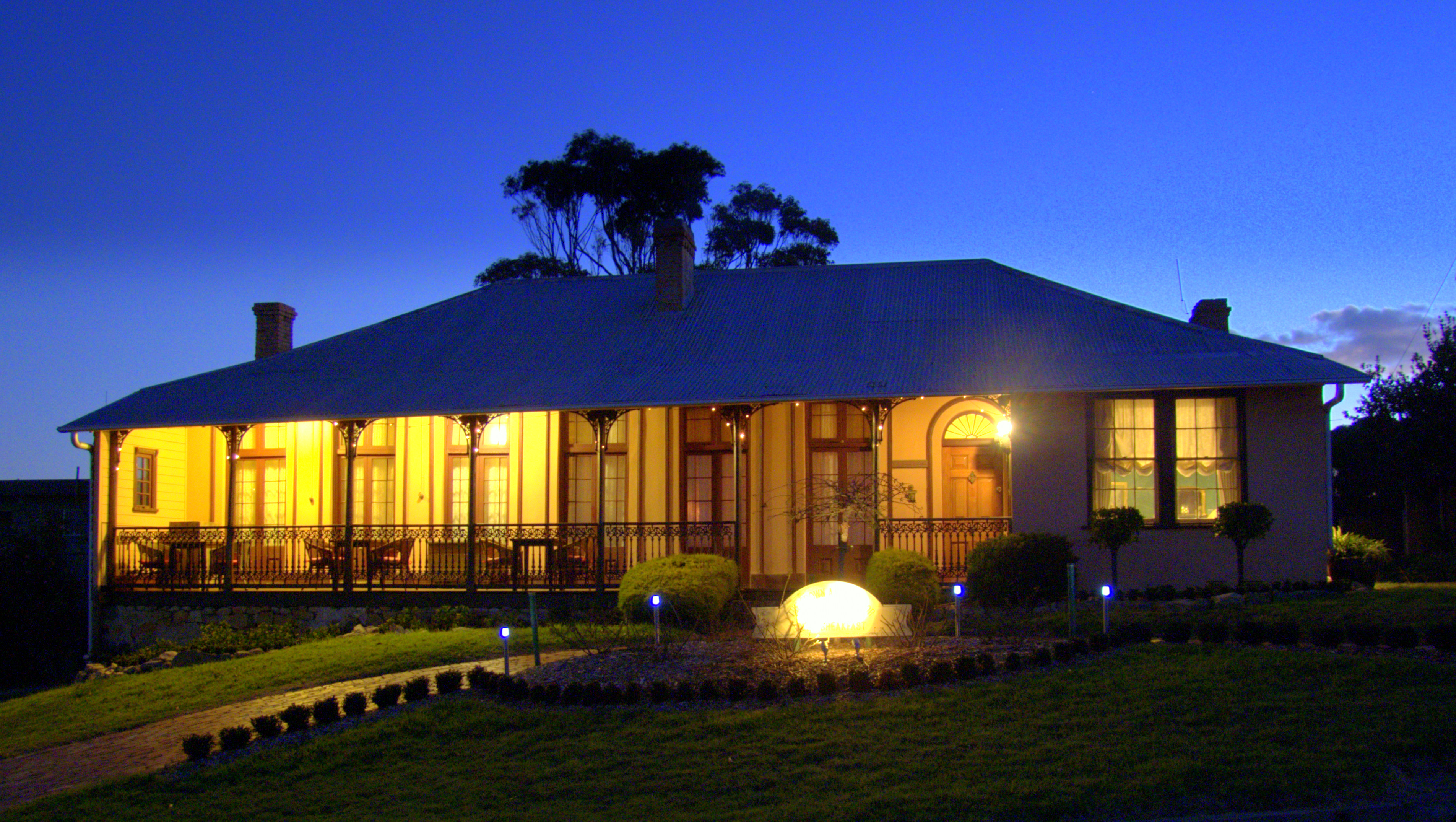
Crown & Anchor Inn – erstmals zugelassen 1845